# Europa Universalis III
Europa Universalis III és un videojoc d'estratègia en temps real, publicat el 2007 per Paradox Interactive. És la tercera versió de la sèrie Europa Universalis.

## Característiques
L'argument del joc s'emmarca en més de 300 anys. El jugador pot començar en qualsevol moment: des del 30 de maig de 1453 (Caiguda de Constantinoble) fins al gener de 1793. Els jugadors poden escollir el govern, l'estructura de la societat, les polítiques comercials, etc. Es mostren grans personatges com Isaac Newton, Wolfgang Amadeus Mozart o René Descartes com a consellers de governació. Un mapa topogràfic en tres dimensions permet visualitzar la totalitat dels territoris del planeta i té més de 1700 vegueries terrestres i marines. Els jugadors poden escollir entre qualsevol de les 250 nacions que van existir durant aquest període, fins i tot Catalunya, Kazan, Bohèmia o Bali. Surten 4000 monarques diferents, així com més de 1000 personatges. Hi ha més de 100 unitats militars disponibles. Al format multijugador, els diversos jugadors treballen conjuntament per controlar una única nació.

### Cultura
Els habitants que viuen en diferents zones geogràfiques pertanyen a cultures diferents; algunes cultures poden pertànyer al mateix grup, però quan les poblacions són molt diferents en el mateix estat, aleshores les diferències culturals poden conduir a revoltes. Cada nació té una cultura d'Estat, però considera "la cultura tolerada" tots els altres que pertanyen al mateix grup cultural de la cultura d'Estat. En alguns països, múltiples cultures ètniques es toleren fins i tot pertanyent a un rang cultural diferent (per exemple, Venècia, encara que la cultura llombarda tolera més que els italians i els grecs també croats), però és probable que amb el temps aquestes cultures ja no es declarin acceptades.

## Expansió
El 3 de maig de 2007, Paradox Interactive va anunciar que s'estava desenvolupant l'expansió Ambició de Napoleó, alliberat (a través de la pàgina web GamersGate) el 22 d'agost de 2007 pel que fa a la versió en anglès. Això allarga el període de joc a 1820, a més de nombrosos canvis en el motor de joc. El 5 de maig de 2008 es va anunciar una segona expansió. Entre les seves principals característiques hi ha la capacitat per iniciar el primer joc, el 1399, i la introducció de missions opcionals.